# TVN (Dél-Korea)
A TVN (Total Variety Network, stilizálva tvN) egy dél-koreai kábeltelevíziós csatorna. A csatorna 2006-ban indult, tulajdonosa a CJ ENM.

## Fordítás
- Ez a szócikk részben vagy egészben  a   TVN (South Korea) című angol Wikipédia-szócikk fordításán alapul.  Az eredeti cikk szerkesztőit annak laptörténete sorolja fel. Ez a jelzés csupán a megfogalmazás eredetét és a szerzői jogokat jelzi, nem szolgál a cikkben szereplő információk forrásmegjelöléseként.